# Sandra Schüddekopf
Sandra Schüddekopf (* 1973 in Hannover) ist eine deutsche Regisseurin und Autorin.

## Leben
Nach dem Studium der Theaterwissenschaften und Nordamerikastudien an der Freien Universität Berlin arbeitete sie bis 2005 als Regieassistentin am Wiener Burgtheater. Dort realisierte sie als Regisseurin 2004 die deutschsprachige Erstaufführung von Schutt von Dennis Kelly. Zwei Jahre später folgte in einer zusammen mit Alexandra Henkel verfassten Bearbeitung die Inszenierung von Effi Briest nach Theodor Fontanes gleichnamigem Roman.
Seit 2005 arbeitet Schüddekopf als freie Regisseurin in Österreich und Deutschland. Im Jahr 2009 gewann sie den Regiepreis des Staatstheaters Mainz für die Einrichtung von Larva von Natascha Gangl. Schwerpunkte ihrer Arbeit sind neue Dramatik und grenzüberschreitende Produktionen in Kooperation mit Wissenschaftlern. Schüddekopf ist seit 2008 Mitglied der künstlerischen Leitung des Retzhofer Dramapreises und seit 2015 des Leitungsteams des Dramatiker:innenfestivals Graz. Eine regelmäßige Zusammenarbeit verbindet sie mit dem Theater Drachengasse in Wien. Seit 2013 arbeitet sie als Regisseurin und Autorin für das portraittheater Wien, mit dessen Produktionen sie auch international auf Gastspielen unterwegs ist.
Sandra Schüddekopf lebt in Wien.

## Regiearbeiten (Auswahl)
- 2004: Schutt von Dennis Kelly, Burgtheater Wien, Vestibül[4]
- 2006: Effi Briest nach Theodor Fontane, Burgtheater Wien, Vestibül, dann Akademietheater
- 2007: Das Wetter vor 15 Jahren von Wolf Haas, Schauspielhaus Graz
- 2007: Die Schneekönigin von Hans Christian Andersen, Schauspielhaus Wien
- 2014: Das Ding von Philipp Löhle, Theater Drachengasse, Wien, ÖEA[5]
- 2020: Der öffentliche Raum von Ulrike Syha, Theater Drachengasse Wien, Uraufführung
- 2022: Das Institut von Ulrike Syha, Uraufführung, Theater Drachengasse Wien
- 2024: Kleine Geister von Theodora Bauer, Schauspielhaus Salzburg, Uraufführung
- 2024: Südpol.Windstill von Armela Madreiter, Dschungel Wien ÖEA[6]
- 2025: Patient Zero 1 von Marcus Peter Tesch, Theater Drachengasse Wien

## Als Autorin
Bei allen Stücken führte Sandra Schüddekopf zudem Regie:
- 2014: Curie_Meitner_Lamarr_unteilbar von Sandra Schüddekopf und Anita Zieher, Theater Drachengasse Wien, portraittheater Wien, Uraufführung[7]
- 2018: Arbeit, lebensnah – Käthe Leichter und Marie Jahoda von Sandra Schüddekopf und Anita Zieher, portraittheater Wien, Uraufführung[8]
  - 2019: Women at work – Käthe Leichter and Marie Jahoda by Sandra Schüddekopf und Anita Zieher, portraittheater Wien, Aufführungen am Massachusetts Institute of Technology, Emory University, Austrian Cultural Forum New York, Austrian Cultural Forum Washington, Villa Aurora Los Angeles[9]
- 2018: Kernfragen – Gedenken an Lise Meitner von Sandra Schüddekopf, Freie Universität Berlin, portraittheater Wien, Uraufführung[10]
- 2019: Mathematische Spaziergänge mit Emmy Noether von Sandra Schüddekopf und Anita Zieher, Freie Universität Berlin, portraittheater Wien, Uraufführung[11]
  - 2022: Diving into Math with Emmy Noether, by Sandra Schüddekopf und Anita Zieher, portraittheater Wien[12], Aufführungen an der Harvard University, am Massachusetts Institute of Technology, University of Chicago, University of Michigan, Bryn Mawr College, Smith College, Vassar College, Pitzer College and Sorbonne Université in Paris
- Zusammenarbeit, in: Capitalism unbound: Ökonomie, Ökologie, Kultur von Sarah Lenz/Martina Hasenfratz (Hrsg.), Campus, Frankfurt am Main, 2021, ISBN 9783593514635 - Festschrift für Univ. Prof. Dr. Sighard Neckel[13]
- 2022: Margarethe Ottillinger: Lassen Sie mich arbeiten! von Sandra Schüddkopf und Anita Zieher, Wirtschaftsuniversität Wien[14][15]